# Rando Geschewski

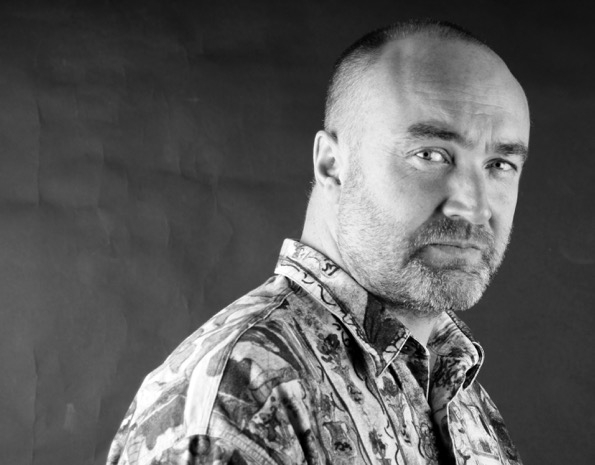
Rando Geschewski (2018)

Rando Geschewski (* 2. September 1963 in Berlin) ist ein deutscher Maler und Grafiker.

## Werdegang
Von 1984 bis 1987 studierte Geschewski Innenarchitektur und Möbelgestaltung an der FAK Heiligendamm. Er arbeitete anschließend von 1987 bis 1989 als Ingenieur für Projektierung in Leipzig. Parallel absolvierte er von 1987 bis 1989 ein Abendstudium an der Abendakademie der HfGB in Leipzig. Von 1989 bis 1990 arbeitete er im Theatermalsaal der Oper Leipzig als Theatermaler. Von 1990 bis 1995 Studium der Malerei und Grafik an der Burg Giebichenstein (heute Hochschule für Kunst und Design) in Halle, sein Diplom machte er bei Thomas Rug. Danach wurde er Meisterschüler bei Werner Liebmann von 1995 bis 1998.
Seit 1995 arbeitet Rando Geschewski freischaffend. Neben dem Studium erfolgte von 1992 bis 1994 ein erster Lehrauftrag für Naturstudium/Perspektive im Grundstudium an der Burg Giebichenstein Halle. Von 1996 bis 2001 erhielt er einen Lehrauftrag an der HfWTG Wismar, Fachbereich Heiligendamm als Professorenvertretung für das Naturstudium. 1998 initiierte und organisierte er die erste Landesausstellung für Junge Kunst in Mecklenburg-Vorpommern »LABOR 1«. Als Kurator betreute er die Ausstellungen »+10« 2016 in der Kunsthalle Rostock und die »Illustrade 2017« ebenfalls in der Kunsthalle Rostock. Schwerpunkt seiner künstlerischen Arbeit ist das Porträt in der Zeichnung und der Malerei. Daneben konzipiert, textet und zeichnet er seit 2015 aufwändig gestaltete Kinderbücher.

## Arbeiten im öffentlichen Besitz
- Kunsthalle Rostock
- Deutsche Kreditbank AG Berlin
- Commerzbank Frankfurt
- Museum Junge Kunst Frankfurt (Oder)
- NORD/LB Hannover

## Einzelausstellungen (Auswahl)
- 1990 Zeichnungen & Objekte, Oper, Leipzig
- 1993 Stills, Galerie am alten Markt, Rostock
- 1995 Wachsbilder, Galerie in der Kunsthalle, Rostock
- 1996 Zeichnungen, Galerie Mönchentor, Kunstverein Rostock
- 1996 Meisterschüler, Galerie Breite Straße, Berlin
- 1997 Neue Arbeiten, Villa Windscheid, Leipzig
- 1999 Dauerausstellung, DKB, Berlin
- 2000 HUMAN, Galerie am Alten Markt Rostock
- 2000 Bormsaat grün, Galerie Hartwich, Sellin
- 2001 Serigraphien, Galerie Max-Samuel-Haus, Rostock
- 2002 Brotzeit mit Schmetterling, Galerie Berlin
- 2002 Flora, Galerie Stewner, Lübeck
- 2003 Neue Arbeiten, Galerie Auriga, Rostock
- 2004 Bilder, Schloß Wilhelmsburg, Schmalkalden
- 2005 WOMAN, Galerie Artlink, Tel Aviv
- 2006 Vier Stunden vorm Nichts, Galerie Jastram, Schwerin
- 2007 Irrational Exuberance, Galerie Maddoxarts, London
- 2007 Schlundbogen vorgebuckelt, mit Klaus Zylla, Galerie Berlin, Berlin
- 2007 Porträts, Galerie Auriga Rostock
- 2008 Change your Mind, Galerie am Alten Markt, Rostock
- 2010 Porträts, Altes Zollhaus, Herrnburg
- 2010 Bilder, Kunsthalle Wittenhagen
- 2010 Rosenelf, Galerie am Kamp, Teterow
- 2011 Dermaleinst, Galerie Auriga, Rostock
- 2012 Weltenden, Galerie Barendonck, Ahrenshoop
- 2012 Erazorhead, Kunsthaus am Markt Schmalkalden
- 2014 Wunderschönst, Galerie Arthaus, Havelberg
- 2015 Razorland, Schloss Forderglauchau, Glauchau
- 2015 Der morgige Tag ist dein, Circus 1, Kronprinzenpalais, Putbus
- 2016 FRESSE, Galerie Schadow, Berlin
- 2017 Guter Junge, Kunsthalle, Kühlungsborn
- 2017 Vier Schwestern, Kunsthaus Roofensee, Menz
- 2019 Wunder.Schnee.Danken, Galerie Joost van Mar, Rostock
- 2019 Allerwucht, Galerie Kunstverein Teterow, Teterow
- 2022 Zwei Töchter im Schnee, Galerie Kunstverein, Rostock
- 2022 PLASMA, Galerie Himmelreich, Magdeburg
- 2023 Spiegel, Galerie Martina Fregin, Güstrow

## Veröffentlichungen
- Graphik, Burg Giebichenstein (Hrsg.), Prof. Christine Triebsch, Prof.Thomas Rug (Text), Halle 1995
- Junge Künstler aus Mecklenburg-Vorpommern, Museum Junge Kunst (Hrsg.), Frankfurt/Oder 1996
- Labor 1 - Junge Kunst in MV, KulturRat M/V e.V., Rando Geschewski (Hrsg.), Rostock 1998
- Künstler einer neuen Generation, Deutsche Kreditbank (Hrsg.), Walter Schmitz, Oliver Kahn (Text), Berlin 2000
- Rando Geschewski - Malerei Zeichnung, Kunststiftung Deutsche Kreditbank AG (Hrsg.), Prof. Werner Liebmann, Prof.Thomas Rug (Text), Berlin 2001, ISBN 3-9807972-0-1
- Posture, Matthias Schümann, Rando Geschewski (Text), Schwerin 2007
- Fairytales of Fertigmann, Edition Immensee, Rando Geschewski (Text/Illustrationen), Rostock 2017, ISBN 978-3-00-055906-8
- Wunder.Schnee.Danken, Edition Immensee (Hrsg.), Christoph Tannert (Text), Rando Geschewski (Zeichnungen), Rostock 2019, ISBN 978-3-9820774-0-6
- Ozma von OZ, Edition Immensee (Hrsg.), Lyman Frank Baum (Text), Rando Geschewski (Text/Illustrationen), Rostock 2019, ISBN 978-3-9820774-1-3